# Queratitis
La queratitis és una inflamació que afecta la còrnia, és a dir, la porció anterior i transparent de l'ull. Pot ser originada per múltiples causes, una de les més freqüents és una infecció bacteriana o vírica. Sol produir dolor ocular intens, enrogiment del pol anterior de l'ull, llagrimeig i fotofòbia. De vegades, es formen úlceres a la còrnia que poden arribar a ser greus o ocasionar una disminució de l'agudesa visual per alteració de la transparència. Les persones portadores de lents de contacte o les que pateixen un traumatisme que afecta la superfície anterior de la còrnia, són més propenses a presentar queratitis d'origen infecciós.

## Agents infecciosos
Els agents infecciosos que poden estar involucrats en l'aparició d'una queratitis són:
- Amebes.
- Fongs.
- Bacteris: el principal agent causant és l'Staphylococcus aureus, encara que també destaquen l'Streptococcus pneumoniae, el Pseudomonas aeruginosa i diversos enterobacteris. El Neisseria gonorrhoeae és capaç de generar una queratitis bacteriana en un epiteli corneal intacte
- Virus
- Paràsits

## Classificació
Les queratitis es classifiquen en:
- Queratitis superficial. Afecta l'epiteli corneal. N'hi ha de diversos tipus:
  - Queratitis filamentosa. Existeixen petits filaments units a la porció superficial de l'epiteli corneal que poden generar la sensació de tenir un cos estrany a la superfície de l'ull.
  - Queratitis punctata o puntejada. És la més freqüent i es caracteritza per provocar petites lesions disseminades per la superfície de la còrnia.
  - Queratitis ulcerativa. Es forma una úlcera que, en realitat, no és més que una solució de continuïtat en la superfície de la còrnia.
- Queratitis profunda. És la que revesteix més gravetat en general.

De vegades, les queratitis poden envair el gruix corneal, com en el cas de la queratitis herpètica produïda pel virus de l'herpes. La seva gravetat resideix en les freqüents repeticions.